# Juegos Bolivarianos de Playa 2016/Beachhandball
Der Beachhandball-Wettbewerb bei den Juegos Bolivarianos de Playa 2016 (spanisch Balonmano por los III Juegos Bolivarianos de Playa, auch spanisch Habrá Beach Handball en los III Juegos Bolivarianos de Playa) war die dritte Austragung eines Beachhandball-Wettbewerbs im Rahmen der ebenfalls das dritten Mal durchgeführten Juegos Bolivarianos de Playa. Der Wettbewerb wurde vom 29. November bis 2. Dezember im Stadion am Playa Cavancha in Iquique, Chile von der Organización Deportiva Bolivariana (ODEBO) in Verbindung mit den nationalen und regionalen Organisatoren der Wettbewerbe organisiert und durchgeführt. Es waren die bislang letzten Juegos Bolivarianos de Playa, bislang gibt es auch keine Neuansetzung.

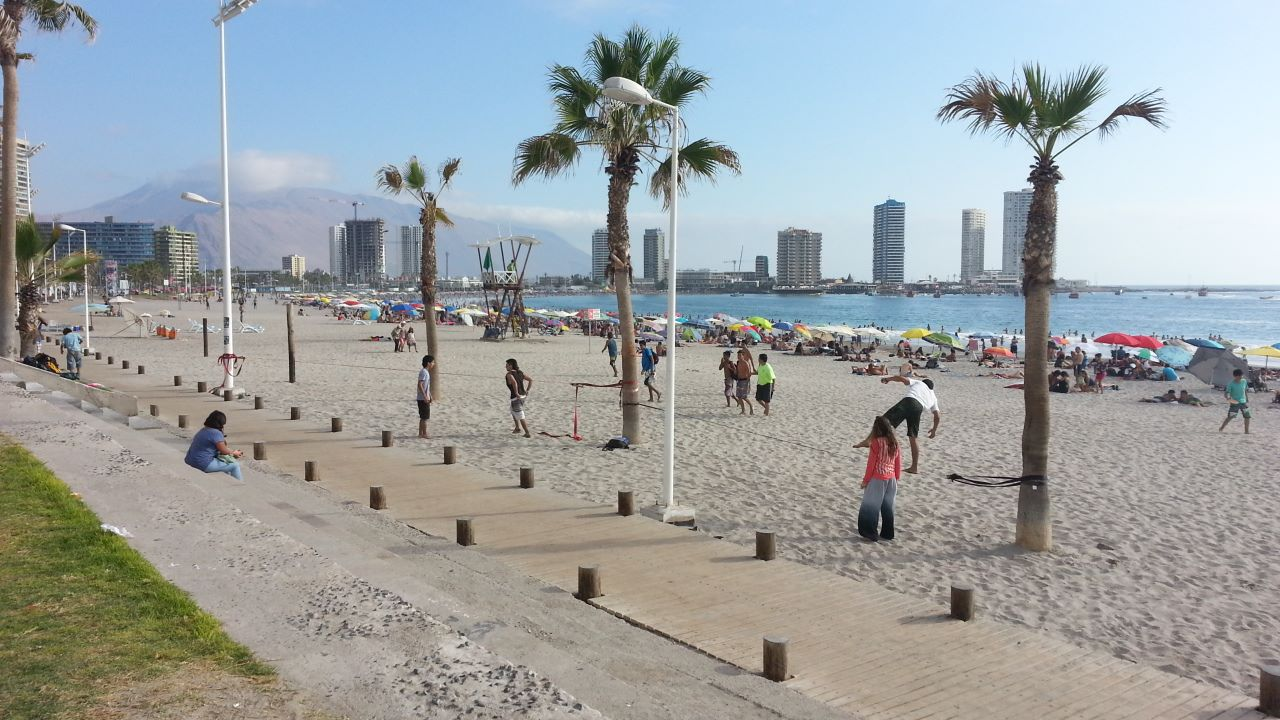
Strand von Iquique (Playa Cavancha)

Nachdem Ecuador seine Frauenmannschaft 2016 nicht zum Turnier geschickt hatte, dafür Paraguay aber wieder eine Männermannschaft entsandt hatte, waren erstmals mehr Männer- als Frauenmannschaften am Start. Es waren zugleich die einzigen Veränderungen im Starterfeld im Vergleich zu den Wettbewerben zwei Jahre zuvor im peruanischen Huanchaco.
Zum dritten Mal in Folge gewannen die Teams aus Venezuela beide Wettbewerbe. Die Platzierungen des Turniers der Frauen entsprach dem Turnier vor zwei Jahren, nur rückten die übrigen Mannschaften im Vergleich zu den damals teilnehmenden viertplatzierten Ecuadorianerinnen auf. Bei den Männern gewann Ecuador das dritte Mal in Folge eine Medaille, musste aber Paraguay die Silbermedaille überlassen. Es war zugleich der erste Wettbewerb, in dem Kolumbien keine Medaille erringen konnte.
| Frauen Details | Iquique, Chile | Venezuela | 2:1 | Paraguay | Kolumbien | 2:0 | Chile |
| Männer Details | Iquique, Chile | Venezuela | 2:1 | Paraguay | Ecuador   | 2:0 | Chile |

## Platzierungen der Mannschaften
| Nation         | Frauen | Männer |
| -------------- | ------ | ------ |
| Chile          | 04     | 04     |
| Ecuador        | 0–     | 03     |
| Kolumbien      | 03     | 05     |
| Paraguay       | 02     | 02     |
| Peru           | 05     | 06     |
| Venezuela      | 01     | 01     |
| Teilnehmerzahl | 5      | 6      |

| Legende | Legende | Legende | Legende              |
| ------- | ------- | ------- | -------------------- |
| 1       | 2       | 3       | Podest-Platzierungen |
| 4       | 4       | 4       | Halbfinalist         |